# Сеоска кућа у Руском Крстуру
Сеоска кућа у Руском Крстуру, насељеном месту на територији општине Кула, подигнута је почетком друге половине 18. века, по досељењу Русина. Представља непокретно културно добро као споменик културе од великог значаја.

## Изглед куће
Кућа је грађена од набоја, тросливног крова покривеног трском са наглашено испуштеном стрехом дуж дворишне стране. Необичном оријентацијом, ужом, чеоном страном у двориште а задњом ка улици, она указује на свој настанак пре формирања улица. Четвороделне је просторне структуре, у низу: гостинска соба, кухиња са подоџаком, задња соба и комора за коју се, на основу типског пројекта за досељене, може претпоставити да је првобитно била штала. Појава штале као засебне просторије указује на несигурност времена у којем је настала ова, у основи развијена, равничарска кућа Војводине из периода колонизације. Као вредан пример народног градитељства она представља сведочанство о времену досељавања Русина 1751. године и изградње овог села.
Санациони и конзерваторско-рестаураторски радови су изведени 1995. године.